# L'Éveil de Maximo Oliveros
Pour plus de détails, voir Fiche technique et Distribution.
L'Éveil de Maximo Oliveros (en filipino Ang Pagdadalaga ni Maximo Oliveros) est un film philippin réalisé par Auraeus Solito, sur un scénario de Michiko Yamamoto, sorti en 2005.
C'est le premier film du réalisateur philippin Auraeus Solito, qui l'a tourné dans les rues de Manille, près de son propre appartement. C'est l'un des premiers films philippins à aborder ouvertement l'homosexualité  d'un jeune personnage de façon positive et poétique.

## Synopsis
Maxi (Maximo), un garçon de douze ans qui vit dans un bidonville de Manille avec son père et ses deux frères, criminels. Il tombe amoureux de Victor, un séduisant policier (J. R. Valentin). Il se retrouve bientôt pris entre deux feux...

## Fiche technique
- Réalisation : Auraeus Solito
- Scénario : Michiko Yamamoto
- Pays d'origine :  Philippines
- Langues originales : filipino, tagalog et anglais
- Dates de sortie :
  -  Philippines : 13 juillet 2005 (Festival Cinemalaya du film indépendant - première mondiale), 30 novembre 2005 (sortie limitée à Manille), 4 octobre 2006 (sortie à Davao)
  -  Allemagne : 11 février 2006 (Berlinale)
  -  États-Unis : 2 mai 2006 (Festival de San Francisco), 6 mai 2006 (Festival du film Asie-Pacifique de Los Angeles), 22 septembre 2006 (sortie limitée à New York)
  -  France : 15 octobre 2006 (Festival Hors-Écran de Lyon), 14 novembre 2006 (Festival fu film gay et lesbien de Paris), 4 avril 2007 (sortie nationale)

## Distribution
- Nathan Lopez : Maximo « Maxi » Oliveros
- Soliman Cruz : Paco Oliveros, père de Maxi
- J. R. Valentin : Victor, policier
- Neil Ryan Sese : Boy Oliveros, frère de Maxi
- Ping Medina : Bogs Oliveros, frère de Maxi

## Distinctions
Avec un total de onze prix et deux nominations, ce film a obtenu trois récompenses à la Berlinale de 2006, dont le Teddy Award et le Prix du Jeune Public. En France, il a obtenu le Prix du Public du Festival international du film de Lyon Hors-Écran 2006. En Italie, le Festival du film gay et lesbien de Turin lui a décerné le titre de Meilleur film.